# البعثة البلجيكية للقارة القطبية الجنوبية

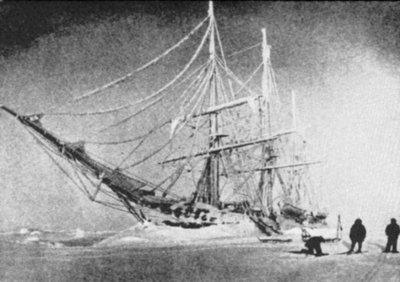
باخرة بلجيكا محاصرة بالثلوج

البعثة البلجيكية لانتاركتيكا (1897-1899) هي بعثة استكشافية بلجيكية للقطب الجنوبي وأول بعثة تمضي فصل الشتاء كاملًا لإستكشاف منطقة القطب الجنوبي وذلك من عام 1897 إلى 1899 على متن سفينة «بلجيكا» (RV Belgica). كانت البعثة بقيادة أدريان دي جيرلاش ومن بين أعضائها فريدريك كوك وروال أموندسن. وهي أول رحلة استكشافية بلجيكية إلى القطب الجنوبي، وتعتبر أيضا واحدة من رحلات عصر البطولات لاستكشاف القطب الجنوبي.
غادرت البعثة مدينة أنتويرب في بلجيكا في 16 أغسطس سنة 1897 وأبحرت إلى السواحل الغربية لأنتاركتيكا، ونتيجة لقلة خبرة طاقم البعثة في تلك الظروف حوصرت السفينة بالثلوج بالقرب من جزيرة ألكسندر. كان طاقم البعثة قليل العتاد والحالة الجوية سيئة لكن هذا لم يمنعهم من جمع معلومات علمية هامة.

## الطاقم
تكون طاقم البعثة من 19 شخص (9 أفراد من بلجيكا، 6 من النرويج، اثنان من بولندا، وواحد من رومانيا وآخر من الولايات المتحدة الأمريكية):
- بلجيكا ادريان دي جيرلاش (1866-1934) قائد البعثة.
- بلجيكا ايميل دانكو (1869-1898) المراقبة جيوفيزيائية.
- بلجيكا جورج لوكوانت (1869-1929) المراقبة جيوفيزيائية ونائب قائد السفينة.
- بلجيكا جول مالارتس (1876-?) ضابط ثالث.
- بلجيكا هنري سومرز (1863-?) قائد الميكانيكيين.
- بلجيكا ماكس فان ريسلبرع (1878-?) ميكانيكي.
- بلجيكا لويس ميشوت (1868-1926) مضيف وطاهي طعام.
- بلجيكا جوستاف كاستن دوفور (1876-1940) بحار.
- بلجيكا جان فان ميرلو (1877-1964) بحار.
- النرويج روألد أمندسن (1872-1928) ضابط ثاني.
- النرويج ادم تولفسن (1866-?) بحار.
- النرويج لودفين جالمار جوهانسن (1872-?) بحار.
- النرويج اينجلبرت كنودسن (1876-1900) بحار.
- النرويج كارل اوغوست وينكي (1877-1898) بحار.
- النرويج يوهان كورن (1877-1919) بحار ومساعد علم احياء.
- بولندا هنريك اركتوسكي (1871-1958) عالم جيولوجي وعالم محيطات وأرصاد جوية.
- بولندا انطوان دوبرولسكي (1872-1954) مساعد في الارصاد.
- رومانيا ايميل راكوفيتا (1868-1947) عالم أحياء ونباتات.
- الولايات المتحدة فريدريك كوك (1865-1940) جراح وعالم أنثروبولوجيا ومصور.

الأشخاص الذين أستقالوا أو طردوا من البعثة ولم يكملوا المهمة:
- بلجيكا جوزيف ديفايفر - ميكانيكي - طرد من البعثة في مدينة ريو دي جانيرو في 26 أوكتوبر 1897، التحق مرة أخرى بالبعثة في مدينة مونتفيدو وطرد مرة أخرى في مدينة بونتا أريناس في تشيلي لعدم كفاءته.
- بلجيكا جان فان دام - بحار - طرد من البعثة في 11 نوفيمبر 1897 بسبب التمرد وعصيان الأوامر.
- بلجيكا بحار موريس وارزي - طرد من البعثة في 11 نوفيمبر 1897 بسبب التمرد وعصيان الأوامر.
- بلجيكا فرانس دوم - بحار - طرد من البعثة في 11 نوفيمبر 1897 بسبب التمرد وعصيان الأوامر.
- النرويج جوهانسين - قبطان سفينة - استقال في 22 أغسطس 1897.
- النرويج جوليكسين - نجار - استقال في 22 أغسطس 1897.
- فرنسا لومير - طباخ - طرد من البعثة في 13 نوفيمبر 1897 بسبب التمرد وعصيان الأوامر.

## التحضيرات للرحلة والإنطلاق

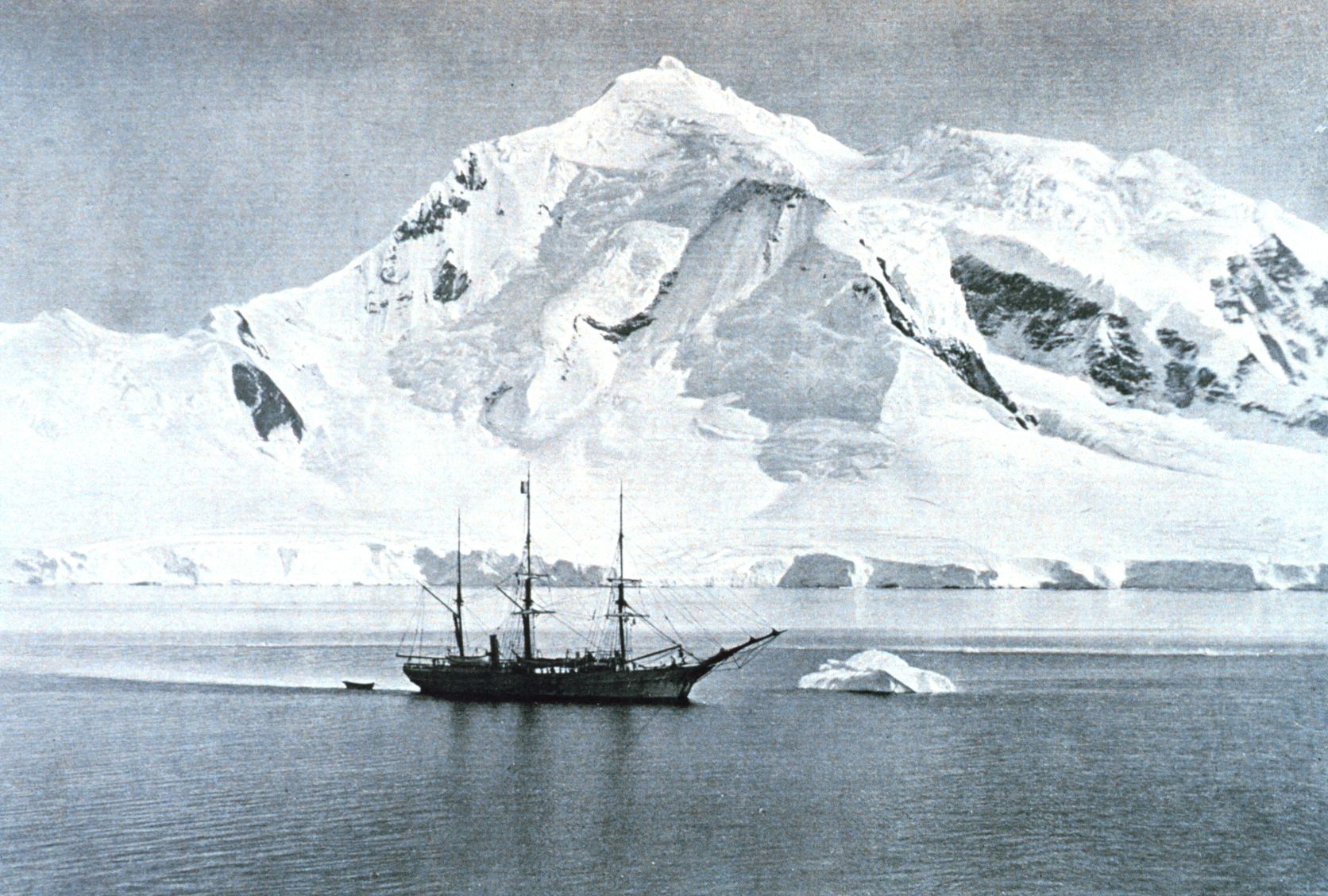
باخرة بلجيكا في انتاركتيكا

في عام 1896 وبعد فترة من المفاوضات المكثفة، اشترى ادريان دي جيرلاش سفينة صيد الحيتان النرويجية «باتريا» (Patria)، وغير اسمها إلى «بلجيكا» بعد أن أجرى عملية إصلاح وتجديد شاملة للسفينة. تعاون ادريان دي جيرلاش مع جمعية بروكسل الجغرافية لتنظيم اشتراك بالرحلة على المستوى المحلي، لكنه لم يتمكن من تجهيز حملته إلا بعد أن صوتت الحكومة البلجيكية لصالح دعم الحملة ماديًا، مما جعل الحملة مشروعًا مدعومًا من الدولة، وعندما اكتمل عدد أفراد الطاقم الذي كان متعدد الجنسيات وكان من بينهم روال أموندسن من النرويج وإميل راكوفيتش من رومانيا وهنريك أركتوسكي من بولندا وغيرهم، أبحرت البعثة من مدينة أنتويرب في 16 أغسطس 1897.
بعد مغادرة أنتويرب، زارت البعثة منطقة ماديرا وريو دي جانيرو ومونتفيدو، واستقبلت السفينة «بلجيكا» بحفاوة خاصة في مدينة ريو دي جانيرو حيث كان يعيش مجموعة كبيرة من المواطنين البلجيكيين. انضم إلى البعثة من ريو دي جانيرو المستكشف والفيزيائي الأمريكي فريدريك كوك. كان البرازيليون مهتمين جدًا بالمشروع العلمي البلجيكي وعقدت الجمعية التاريخية والجغرافية في ريو دي جانيرو اجتماعًا خاصًا لهذه المناسبة حيث عُرض على العلماء والمشاركين في الحملة الحصول على عضوية في الجمعية.
خلال شهر يناير من عام 1898، وصلت سفينة «بلجيكا» إلى ساحل غراهام لاند، وفي 22 يناير وبسبب الأمواج والرياح العاصفة سقط البحار النرويجي كارل وينكي وهو أحد أفراد البعثة من على سطح السفينة أثناء العاصفة وغرق. سُميت جزيرة وينكي [الإنجليزية] بإسمه تكريما له.
وبينما كانت السفينة تبحر بين ساحل غراهام لاند وسلسلة طويلة من الجزر باتجاه الغرب، أطلق ادريان دي جيرلاش على هذه المنطقة اسم «مضيق بلجيكا»، وفي وقت لاحق تغير اسم المضيق إلى «مضيق جيرلاش» تكريمُا له. وخلال 20 عملية منفصلة للنزول إلى اليابسة رسمت وسميت العديد من الجزر، ثم عبرت السفينة الدائرة القطبية الجنوبية في 15 فبراير 1898.
في 28 فبراير حوصرت بعثة جيرلاش في جليد بحر بلنغهاوزن بالقرب من جزيرة ألكسندر بعد فشلها في العثور على ممر للوصول إلى بحر ودل، من المحتمل أن ادريان دي جيرلاش قد قام بهذا الفعل بشكل متعمد لكي تعلق السفينة في البحر الجليدي كي يمضي فصل الشتاء كاملًا، وعلى الرغم من الجهود التي بذلها الطاقم لتحرير السفينة، فقد أدركوا بسرعة أنهم سيضطرون لقضاء فصل الشتاء في أنتاركتيكا.

## فصل الشتاء
لم يكن طاقم البعثة مستعدًا بشكل جيد لقضاء فصل الشتاء شديد البرودة في القطب الجنوبي، ولم يكن لديهم ما يكفي من الملابس الشتوية لكل رجل على متن السفينة، عانى أفراد الطاقم من نقص في الغذاء ومحدوديه أنواعه، قتلت طيور البطريق والفقمات وخزنت لحومها قبل بداية فصل الشتاء، وصنعت بعض الملابس الدافئة من المواد المتاحة.
في 21 مارس 1898، كتب طبيب البعثة فريدريك كوك: «نحن مسجونون في بحر لا نهاية له من الجليد... لقد سردنا جميع القصص الحقيقية والخيالية التي يمكننا روايتها. الوقت يثقل علينا بشدة الظلام يتقدم ببطء.» بعد عدة أسابيع وتحديدًا في 17 مايو، حل الظلام الدامس في المنطقة واستمر حتى 23 يوليو.
كره أدريان دي جيرلاش في البداية تناول لحم البطريق الطازج والفقمات الذي تم تخزينه قبل بداية فصل الشتاء وحاول في البداية الامتناع عن تناوله إلا أنه استسلم في النهاية نتيجة للجوع الشديد. ظهرت أعراض مرض الإسقربوط على عدد من أفراد البعثة بما فيهم الكابتن جورج لوكوانت وادريان دي جيرلاش بالمرض لدرجة أنهم شعروا بقرب أجلهم وكتبوا وصيتهم. بدأت علامات الإرهاق العقلي والنفسي تظهر على اثنين من أفراد الطاقم، والروح المعنوية لهم بشكل عام كانت سيئة للغاية. أصيب الملازم دانكو بمرض في القلب وتوفي في 5 يونيو، وسميت جزيرة دانكو تكريما له. فقد العديد من الرجال عقلهم، بما فيهم بحار بلجيكي غادر السفينة معلنا أنه سيعود إلى بلجيكا.
مضت عدة أشهر من المشقة والمعاناة. وحتى مع حلول الربيع والصيف فشلت محاولات تحرير السفينة وطاقمها من قبضة الجليد. بحلول يناير 1899، كانت بلجيكا لا تزال محاصرة في جليد يبلغ سمكه سبعة أقدام (2.1 مترًا) ، وبدا احتمال بقاء البعثة حتى فصل الشتاء التالي مرجحًا. كانت المياه المفتوحة على بعد حوالي نصف ميل من المكان الذي علقت فيه السفينة، واقترح فريدريك كوك أن يتم حفر الخنادق في المياه المفتوحة كي يسمح للسفينة بالتحرر من الجليد الذي علقت به. استخدم الطاقم المنهك الديناميت والأدوات المختلفة لحفر القناة والخنادق وبدأوا بالحفر. أخيرًا وفي 15 فبراير تمكنوا من البدء بالإبحار ببطء في القناة التي حفروها خلال الأسابيع السابقة بإزالة الثلج من حولها. استغرق الأمر حوالي شهر واحد للإبحار مسافة سبعة أميال (11 كم). وفي 14 مارس أزالوا الجليد كليا.
عادت البعثة إلى أنتويرب في 5 نوفمبر 1899. كانت ظروف الرحلة صعبة وقاسية ولكن مع ذلك تمكنت البعثة من جمع كمية كبيرة من البيانات العلمية، بما في ذلك معلومات الأرصاد الجوية للمنطقة لمدة سنة كاملة.

## العودة والإستقبال
كانت البعثة موضع ترحيب حار من قبل سكان المدينة عندما عادت إلى مدينة أنتويرب، وكان هناك لجنة خاصة خططت للاحتفال بالبعثة قبل عدة أشهر من وصولها، أحاطت مشاعر الفخر الوطني والمحلي باحتفالات العودة للوطن وخرج الناس إلى الشوارع لإستقبال السفينة والطاقم، وعُزف النشيد الوطني البلجيكي وشوهد العلم الوطني وهو يرفرف على العديد من المنازل. كرمت الدولة البلجيكية ادريان دي جيرلاش وزملائه في البعثة بمنحهم وسام ليوبولد، كما كرمت بلدية أنتويرب الرجال بالميداليات وكتبوا أسمائهم في الكتاب الذهبي للمدينة.